# HD 134047
HD 134047，又名BD+06 3001，SAO 120852、HR 5631，是一颗恒星，视星等为6.16，位于銀經5.39，銀緯51.04，其B1900.0坐标为赤經15h 2m 42.6s，赤緯+5° 51.04′ 0″。